# Майоров, Лев Николаевич
Лев Никола́евич Майо́ров (13 октября 1969, Баку — 1 февраля 2020, Новороссийск, Краснодарский край) — советский, российский и азербайджанский футболист, выступал на позициях защитника и полузащитника. Тренер.

## Карьера

### Клубная
С 10 лет занимался футболом в ДЮСШ «Нефтчи» (Баку), первые тренеры — Эдуард Оганесов и Таир Амирасланов. В 1987 году в составе «Нефтчи» выиграл чемпионат СССР среди юношеских команд, в 1988 и 1989 годах выигрывал Кубок вооружённых сил СССР в составе сборной Закавказского военного округа.
С 1992 по 2005 годы играл за новороссийский «Черноморец». Всего за клуб в различных соревнованиях провёл 447 матчей, забил 47 мячей (в чемпионатах страны 388/38, из них в высшем дивизионе — 208/13). В 2005 году закончил футбольную карьеру, 3 июня 2006 года в Новороссийске состоялся его прощальный матч.

### В сборной
Единственную игру за сборную Азербайджана сыграл 16 ноября 1994 года против Израиля (поражение 0:2). 
От дальнейшего выступления за сборную страны отказался по причине отсутствия у руководства сборной серьёзных целей.

### Тренерская
Работал в тренерском штабе «Черноморца» на протяжении 14 лет. В 2007 году тренер, а с 2008 главный тренер в анапском клубе «Спартак-УГП», выступавшего во втором дивизионе России.